# Schlacht um Guam (1941)
1941

Thailand – Malaiische Halbinsel – Pearl Harbor – Hongkong – Philippinen – Guam – Wake – Force Z – Borneo
1942

Burma – Rabaul – Singapur – Sumatra – Timor – Australien – Java – Salamaua–Lae – Bougainville/Buka – Shortland-Inseln – Indischer Ozean – Port Moresby – Tulagi – Korallenmeer – Midway – Nordamerika – Buna-Gona – Kokoda-Track – Nauru/Ocean Island
Die Schlacht um Guam war eine Landungsoperation der japanischen Truppen auf der von US-amerikanischen Einheiten verteidigten Insel Guam während des Pazifikkrieges im Zweiten Weltkrieg. Die Schlacht fand am 8. Dezember 1941 statt, wenige Stunden nach dem Angriff auf Pearl Harbor, und kostete die japanischen Truppen nur einen Toten und mehrere Verwundete. Die amerikanischen Truppen verloren hingegen 17 Mann und mehrere Schiffe, zudem geriet die gesamte Inselbesatzung von etwa 600 Mann in Kriegsgefangenschaft.

## Vorgeschichte

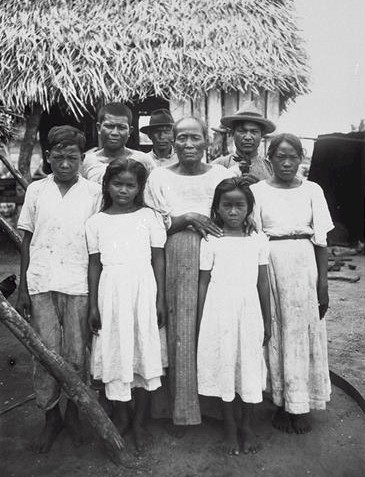
Chamorro-Eingeborene auf der japanisch besetzten Insel Saipan

Die beiden ursprünglich deutschen Marianeninseln Tinian und Saipan wurden während des Ersten Weltkrieges bereits 1914 von japanischen Soldaten erobert. Die dort stationierten japanischen Einheiten wurden 1918 in der „Südseeverteidigungsgruppe“ zusammengefasst, und ab 1935 wurde Ausländern die Einwanderungs- und Tourismuserlaubnis verweigert; japanische Siedler aus Hokkaidō kolonisierten ab Anfang der 1930er Jahre die beiden Inseln, und 1938 gab es auf Tinian und Saipan mehr japanische Einwanderer als Chamorro-Eingeborene. Neben den professionellen Truppen wurde eine japanische Miliz aufgestellt, und koreanische Zwangsarbeiter bauten die Start- und Landebahnen der Inseln zu wichtigen Luftwaffenstützpunkten aus. Eine kleine Abspaltung der Vereinigten Flotte wurde 1939 zur 4. Flotte und übernahm die Seeverteidigung im Kreis Marianen.
Die Nachbarinsel Guam war hingegen seit 1898 in amerikanischer Hand. Im Laufe des Kolonialkrieges gegen Spanien besetzten amerikanische Einheiten die Insel, und im nachfolgenden Friedensvertrag wurde Guam von Spanien den Vereinigten Staaten überlassen. 1899 bauten Militäringenieure eine Werkstatt nahe dem Dorf Piti, und zwei Jahre später errichteten die US Marines eine Kaserne nahe Sumay. 1905 wurden Bekohlungsanlagen und Speicher erbaut, und 1909 wurde eine Batterie von 15-cm-Geschützen von den Philippinen nach Guam gebracht. Im Laufe der 1930er Jahre wurde der zentrale Hafen der Inselhauptstadt Agaña ausgebaut, mit Schiffswerkstätten und einem kleinen Trockendock versehen; einige Schiffe der US Navy wurden im Hafen stationiert, und konnten somit den Seeweg nördlich und südlich der Insel beherrschen. Ein Kapitän zur See der Marine, der höchstrangige Offizier auf der Insel, war militärischer Kommandeur aller Einheiten und zur selben Zeit auch offiziell Gouverneur der Insel, obwohl die Verwaltung der einzelnen Bezirke einer zivilen Regierung überlassen wurde.

### Japanische Vorbereitungen
Das japanische Kaiserreich hatte Guam im Rahmen der Vorbereitungsprojekte zur Invasion Südostasiens bereits militärisch ins Visier genommen und bereitete einen Angriff gegen die Insel schon seit 1940 vor. Truppen wurden auf den beiden Nachbarinseln zusammengezogen, und Marineflieger flogen ab März Aufklärungsflüge gegen Guam.
Als die diplomatische Lage zwischen den Vereinigten Staaten und dem japanischen Kaiserreich noch weiter eskalierte und die Gefahr eines offenen Krieges nun offiziell von beiden Seiten in Kauf genommen wurde, stellte die 4. Flotte die Südseestreitmacht, welche aus dem 144. Regiment der Kaiserlich Japanischen Armee, verschiedenen kleineren Einheiten der Marine und einer Kompanie Fallschirmjäger bestand, auf. Parallel zu dieser Invasionsstreitmacht wurde eine Kompanie der Maizuru-Landetruppen (Kaigun Tokubetsu Rikusentai), einer Eliteeinheit der Marine, auf Saipan in Bereitschaft gestellt und für eine Landung ausgebildet. Eine Unterstützungsflotte mit der 6. Kreuzerdivision wurde ebenso nahe Saipan zusammengezogen.

### Amerikanische Vorbereitungen
Aufgrund der geringen strategischen Wichtigkeit der Insel sollte diese nur von wenigen Einheiten verteidigt werden. Es wurden auch geringe Versuche unternommen, um die kleine Garnison Guams vor dem Kriegseintritt zu verstärken. Die Verteidigung der Insel wurde mit F eingestuft: im Falle eines Angriffes sollten alle nützlichen Anlagen gesprengt werden, die Truppen mussten so viel Widerstand wie nur möglich leisten und dann kapitulieren. Evakuations-, Entlastungs- oder Verstärkungspläne bestanden nicht. Der Gouverneur der Insel entschied trotzdem, erste Verteidigungsstellungen anzulegen; im April wurden die ersten dieser Anlagen im Innenland erbaut; zwei Artilleriebatterien der Navy verteidigten den Hafen von Agaña, und weitere zwei die nördliche Landzunge.
Zwischen dem 17. und dem 23. Oktober konnten etwa 1000 zivile Bauarbeiter und mehrere Hundert Angestellte der Pan American Airways und der militärischen Verwaltung durch eine kleine Zerstörerflottille evakuiert werden. Im November wurden alle kampffähigen Männer der amerikanischen Kolonie zur Guam Insular Force Guard (GIFG) zusammengefasst. Neben der Insular Guard waren zwei Kompanien der Marines auf der Insel stationiert, welche beide jedoch unter Soll lagen, einige unorganisierte Einheiten und die Artilleristen der Navy und etwa vierzig Freiwillige, meist Ingenieure oder unausgebildete Pioniere. 80 Chamorros der Guam Insular Patrol, eine Freiwilligeneinheit die als Polizei diente, waren zwar auf der Insel stationiert, nahmen jedoch nicht an der Schlacht Teil und händigten ihre Waffen den Japanern aus.
Insgesamt befanden sich auf Guam 547 Mann. Die Insular Guard und die Marines waren mit dem alternden Modell Springfield M1903, 13 Lewis und 15 Brownings bewaffnet, während die Matrosen der geankerten Schiffe nur Enfields M1917 und Revolver besaßen.
Im Hafen der Hauptstadt befanden sich zwei Patrouillenboote des Typs PT, ein Minenleger, die USS Penguin, und ein unbeweglicher Öltanker, die USS Robert L. Barnes. Das Küstenwachenboot USS Goldstar befand sich zur Zeit des Angriffes in Manila, um den dort stationierten Marineinfanteristen Weihnachtsgeschenke zu überbringen.

## Schlacht

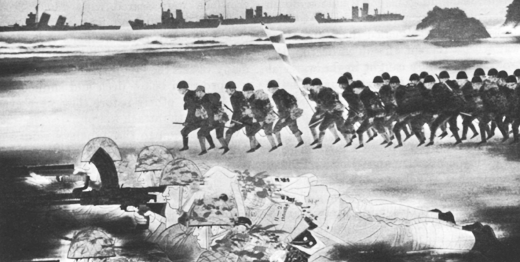
Japanische Zeichnung der Landung der kaiserlichen Marineinfanteristen auf Guam

Um 4.45 Uhr des 8. Dezembers 1941 erfuhr der amerikanische Gouverneur der Insel, Vizeadmiral George McMillin, vom Angriff gegen Pearl Harbor; wenige Stunden später, um 08.27 Uhr, griffen die ersten japanischen Flieger aus Saipan die amerikanischen Militäranlagen auf Guam an. Die Kaserne der Marines, die Docks in Piti, eine Radiostation in Libugon und zwei Öltanks der Standard Oil Company wurden getroffen; das Bureau der Pan American wurde ebenfalls durch Jabos angegriffen und fast komplett zerstört. Zwei Aichi D3A versenkten beim Luftangriff die USS Penguin, wobei ein amerikanischer Offizier starb und weitere 22 Seemänner verwundet wurden. Am nächsten Tag wurden auch die Gouverneursresidenz in Agaña und verschiedene kleinere Ziele, wie geparkte Zivil- und Militärfahrzeuge, bombardiert.
Um 19.00 Uhr Mittags des 9. Dezembers verließ die japanische Invasionsflotte die Gewässer um Saipan: sie bestand aus vier Schweren Kreuzern, vier Zerstörern, zwei Kanonenbooten, sechs U-Jagd-Booten und zwei Minensuchern und brachte etwa 5900 Soldaten aus verschiedenen Regimentern mit sich. Am Morgen des 10. Dezembers wurden etwa 400 japanische Marineinfanteristen in Dungcas, nördlich der Inselhauptstadt, an Land gesetzt. Sofort wurden diese Truppen mit Männern der Insular Guard in Feuergefechte verwickelt, wobei die Insular Guard nach wenigen Minuten Kampf zurückweichen musste. Die japanischen Einheiten eroberten die Kaserne bei Sumay und rückten über Piti auf Agaña vor: in der Plaza de España gerieten sie mit amerikanischen Marineinfanteristen, Männern der Insular Guard und einigen Freiwilligen ins Gefecht, konnten diese jedoch schnell umzingeln. Wenige Minuten nach dem Beginn der Kämpfe in der Stadt hatten sich sämtliche alliierte Soldaten in Agaña ergeben.
McMillin befahl noch die Zerstörung der wichtigsten Dokumente, dann verbarrikadierte er sich mit seinem Stab in der Eingangshalle seines Palastes. Eine halbe Kompanie Marines rückte an, um die Residenz zu verteidigen, doch McMillin sah ein, dass weiteres Kämpfen sinnlos gewesen wäre und begab sich um 6.00 Uhr in Kriegsgefangenschaft. Wenige Minuten später unterschrieb er die bedingungslose Kapitulation der Insel und seiner Verteidiger.
Die amerikanischen Marineinfanteristen lieferten sich noch einige letzte Gefechte mit den Truppen der japanischen Reserve, die um 5.00 Uhr in verschiedenen Orten der Küste anlandeten, doch bald legte jede Einheit auf der Insel die Waffen nieder, oder wurde von kaiserlichen Truppen umzingelt und entwaffnet. Nur der Marineoffizier George R. Tweed konnte fliehen und blieb bis zur amerikanischen Wiedereroberung der Insel 1944 in einer Höhle versteckt.

## Verluste

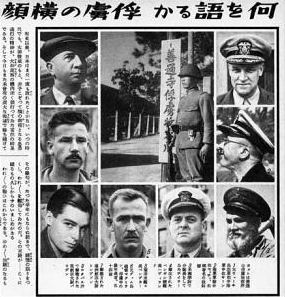
Japanisches Propagandaposter, auf dem die wichtigsten Kriegsgefangenen der Garnison Guams abgebildet sind. Gouverneur McMillin ist oben links zu sehen.

Die amerikanischen Truppen auf der Insel hatten insgesamt 17 Tote zu beklagen: die Marineinfanteristen verloren fünf Mann, die Matrosen vier, und die Insular Guard sechs ihrer Freiwilligen. Die weiteren Toten gehörten der Armeeeinheit in Agaña und der Marinegarde des Gouverneurs an. Mehrere amerikanische Soldaten wurden bei der kurzen Eroberung der Insel verwundet und im Militärlazarett der Stadt untergebracht, doch wurden sie nach der Kapitulation von japanischen Einheiten in einen Stall nahe der Küste verlegt; das Feldlazarett in Agaña wurde am selben Tag zum neuen japanischen Hauptquartier auf Guam erklärt. Die alliierten Kriegsgefangenen, etwa 500, wurden im Gefangenenlager, welches vor der amerikanischen Kapitulation durch japanische Bürger Guams gefüllt worden war, konzentriert und von dort aus in die Marinekasernen bei Sumay gebracht.
Die japanischen Wachen ermordeten bei dem Gefangenentransport Private First Class Kaufmann durch Bajonettstiche, da er sich, an Beriberi erkrankt, nicht schnell genug fortbewegen konnte. Die Kriegsgefangenen wurden im Januar 1942 auf die Nachbarinseln Saipan und Tinian verlegt, und von dort aus nach Sumatra und Luzon verschifft. Viele von ihnen, im Konzentrationslager Cabanatuan interniert, wurden erst 1945 durch einen amerikanischen Angriff gegen das Lager befreit.
Der amerikanische Gegenschlag erfolgte erst geraume Zeit nach der Eroberung der Insel: im August 1942 wurden die japanischen Truppen bei Guadalcanal entscheidend geschlagen, und 1943 wurde Neuguinea fast komplett zurückerobert. Im Januar 1944 wurde die Operation Forager, die Wiedereroberung Guams sowie die Neutralisierung der japanischen Basen und Flugfelder auf Saipan und Tinian, beschlossen. Im Juni 1944 wurde Saipan angegriffen, und wenige Wochen darauf konnte Guam durch amerikanische Einheiten nach schweren Kämpfen in der Zweiten Schlacht um Guam zurückerobert werden.